# Loguivy-de-la-Mer (chanson)
Loguivy-de-la-Mer est la plus célèbre des chansons de François Budet qui date des années 1960. Décrivant le port de pêche de Loguivy, la chanson a immortalisé cet endroit de la ville de Ploubazlanec. Elle est désormais considérée comme un des grands chants de marins contemporains.

## Histoire
Pendant l'été 1965, François Budet découvre Ploubazlanec et son petit port de Loguivy-de-la-Mer. A la rentrée, alors qu’il est ouvrier spécialisé chez Kodak à Vincennes où il fabrique des pellicules photo, lui vient en tête lors de la messe la mélodie et le refrain de Loguivy-de-la-mer. Chez lui, il finalise l'arrangement sur sa guitare et le soir, fredonne sa chanson à des amis bretons de passage. Une amie enregistre le morceau avec un magnéto, avant de donner la cassette au curé de Loguivy. Le bouche-à-oreille popularise la chanson auprès des habitants, plutôt bien acceptée dans la commune, le chanteur ayant été invité à venir une semaine chanter sa chanson. Mais si les marins sont touchés qu'on s'intéresse à eux, certains ne voient pas toujours d'un bon œil ce que la chanson pressent : une économie de la pêche qui s'étiole, un nombre de bateaux qui décroît. 
François Budet interprète ses premières chansons en solo sur scène à partir de 1965. En 1968, il enregistre initialement la chanson sur un 45 tours, puis en 1973 sur un premier album, avec Léon Guillou. Une trentaine de reprises s'ensuivent, dont celle d'Anne Vanderlove enregistrée en 1978, celle de Louis Capart enregistrée en 1997. 
Chantée par les nombreux groupes de chants de marins, elle s'est intégrée au répertoire traditionnel. Elle se retrouve dans les carnets de chants, lors des fêtes de famille, les fêtes populaires...